# IGFBP1
IGFBP1‏ (Insulin like growth factor binding protein 1) هوَ بروتين يُشَفر بواسطة جين IGFBP1 في الإنسان.